# Haplogrupos de ADN mitocondrial humano
Em genética humana,um haplogrupo de DNA mitocondrial humano é um haplogrupo definido por diferenças no DNA mitocondrial humano. Haplogrupos são usados para representar os principais pontos de ramificação na árvore filogenética mitocondrial. Entender o caminho evolutivo da linhagem feminina ajudou geneticistas populacionais a traçar a herança matrilinear dos humanos modernos de volta às origens humanas em África e a subsequente disseminação ao redor do globo.
Os nomes das letras dos haplogrupos (não apenas haplogrupos de DNA mitocondrial) vão de A a Z. Como os haplogrupos foram nomeados por ordem da sua descoberta, a ordem alfabética não tem qualquer significado em termos de relações genéticas reais.
A mulher hipotética na raiz de todos esses grupos (ou seja, apenas os haplogrupos de DNA mitocondrial) é a matrilinear é a ancestral comum mais recente (MRCA) para todos os seres humanos vivos atualmente (população mundial). Ela é comumente chamada de Eva mitocondrial.
A taxa em que o DNA mitocondrial se transforma é conhecida como o relógio molecular mitocondrial. É uma área de pesquisa em andamento com um estudo relatando uma mutação por 8000 anos.

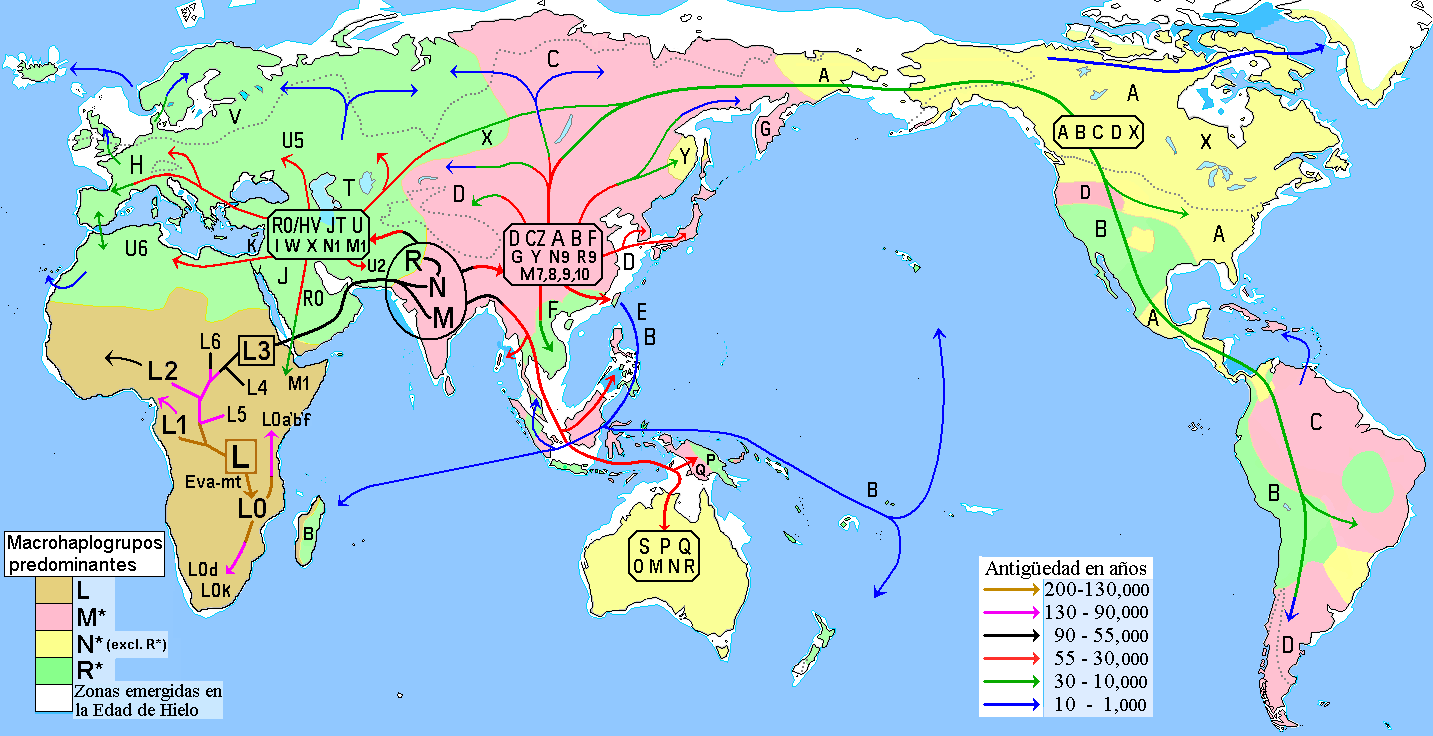
Mapa da hipótese das migrações humanas, baseado no estudo do ADN mitocondrial.

| Haplogrupos de ADN mitocondrial humano |                      |      |      |      |      |      |      |      |      |    |    |   |    |    |   |    |    |   |   |   |  |   |   |   |   |  |    |    |    |
|                                        | Eva mitocondrial (L) |      |      |      |      |      |      |      |      |    |    |   |    |    |   |    |    |   |   |   |  |   |   |   |   |  |    |    |    |
| L0                                     | L1-6                 | L1-6 | L1-6 | L1-6 | L1-6 | L1-6 | L1-6 | L1-6 | L1-6 |    |    |   |    |    |   |    |    |   |   |   |  |   |   |   |   |  |    |    |    |
| L0                                     | L1                   | L2   | L3   | L3   | L3   | L3   | L3   | L3   | L3   | L3 | L3 |   |    |    |   |    |    |   |   |   |  |   |   |   |   |  | L4 | L5 | L6 |
| L0                                     | L1                   | L2   |      |      |      | M    | M    | M    | M    | M  | N  | N | N  | N  | N | N  | N  |   |   |   |  |   |   |   |   |  | L4 | L5 | L6 |
| L0                                     | L1                   | L2   | CZ   | CZ   | D    | E    | G    | Q    |      | A  | S  |   |    | R  | R | R  |    |   |   |   |  | I | W | X | Y |  | L4 | L5 | L6 |
| L0                                     | L1                   | L2   | C    | Z    | D    | E    | G    | Q    | B    | A  | S  | F | R0 | R0 |   | JT | JT | P | U | U |  | I | W | X | Y |  | L4 | L5 | L6 |
| L0                                     | L1                   | L2   | C    | Z    | D    | E    | G    | Q    | B    | A  | S  | F | HV | HV | J | T  | K  | P |   |   |  | I | W | X | Y |  | L4 | L5 | L6 |
|                                        | L1                   | L2   | C    | Z    | D    | E    | G    | Q    | B    | A  | S  | F | H  | V  |   |    |    |   |   |   |  | I | W | X | Y |  | L4 | L5 | L6 |